# План Шлифен
Планът Шлифен е общ стратегически план на германския генерален щаб за победа над Франция, разработен в годините преди 1914. Наречен е на името на своя автор, Алфред фон Шлифен. Най-общо той предвижда бърза мобилизация, пренебрегване на неутралитета на Люксембург, Белгия и Холандия и масово нахлуване на немски войски през Белгия на юг, в гръб на френската защита, възползвайки се от слабото ляво крило на французите в Елзас и Горна Лотарингия. Това е решено, за да не се стига до директни сблъсъци със силно укрепените френски позиции на границата. Така се рискува атака от страна на Великобритания, но в противен случай стои опасността от руско нападение. Планът трябва да бъде приведен в действие при обявяване на мобилизация на някоя страна, а не на война.